# シャルル・モーリス・ド・モナコ
シャルル・モーリス・ド・モナコ（Charles Maurice de Monaco, comte de Valentinois, 1727年5月14日 - 1798年1月18日）は、モナコ公家の公子、ブルボン朝時代フランスの軍人。ヴァランティノワ伯爵。

## 生涯
モナコ公アントワーヌ1世の娘で後継者のルイーズ＝イポリットと、その夫ジャック・ド・ゴヨン・ド・マティニョンの間の第8子・五男として、1727年5月14日にパリで生まれた。ヴァランティノワ伯爵の称号で呼ばれたほか、シュヴァリエ・ド・モナコ（le Chevalier de Monaco）とも呼ばれた。
1749年11月10日、マリー＝クリスティーヌ＝クレティエンヌ・ド・ルーヴロワ・ド・サン＝シモンと結婚した。妻はサン＝シモン公家の女子相続人であり、スペインのグランデ特権を保有していたため、伯爵夫妻の宮廷での地位は高かった。1777年にはスペインの金羊毛勲章を拝受した。ただし妻との間には子を儲けないまま1766年別居している。
若くしてフランス軍に仕官し、18歳でフォントノワの戦いに従軍する。軍人としては陸軍中将まで昇進、ノルマンディー地方駐屯の騎兵旅団の旅団長を務め、同地方のグランヴィル、サン＝ロー、シェルブール及びショゼー諸島の総督を兼ねた。
1798年1月18日にスイスのモーリー（Maury）で死去した。